# Zeta Reticuli
Zeta Reticuli, ζ Reticuli, (förkortat Zeta Ret, ζ Ret) är ett binärt solsystem som ligger cirka 39 ljusår från Jorden. Systemet ligger i västra delen av stjärnbilden Rombiska nätet. Komponenterna ζ1 och ζ2 med en skenbar magnitud på 5,52 respektive 5,22 kan ses med blotta ögat mot en väldigt mörk natthimmel. Reticulum kan inte ses från norra halvklotet.

## Nomenklatur
Då stjärnorna inte är synliga från Storbritannien fick de aldrig en Flamsteed-beteckning i John Flamsteeds Historia Coelestis Britannica från 1712. Bayerbeteckningen, Zeta Reticuli, härstammar från en stjärnkarta från 1756 gjord av den franska astronomen Abbé Nicolas Louis de Lacaille. Därefter fick de två stjärnorna separata beteckningar i Cape Photographic Durchmusterung, som bearbetades mellan 1859 och 1903 och sedan i Henry Draper-katalogen, publicerad mellan 1918 och 1924.

## Karaktär
Zeta Reticuli innehåller två stjärnor som man tror är runt åtta miljarder år gamla. Stjärnorna är separerade med 309,2 bågsekunder eller ca 3 750 AU ifrån varandra. Det tar minst 170 000 år för stjärnorna att fullgöra en omloppscykel.
De båda stjärnorna är gula dvärgstjärnor som liknar Solen. Man har inte upptäckt någon gasjätte i systemet, vilket kan peka på att det kan finnas jordliknande planeter där. Men stjärnorna har bara 60 procent av de metaller som Solen har, vilket minskar chansen till att det finns planeter där.
I september 1996 trodde man att man hade hittat en planet som snurrade runt en av stjärnorna. Planeten skulle ha en massa 27 procent av Jupiters. Men man upptäckte snart att signalen var fel och att det egentligen var stjärnans pulserande som uppmätts.

## Zeta Reticuli inom ufologin
Många ufologer hävdar att Zeta Reticuli är en hemvärld för en typ av utomjordiskt liv, grå utomjordingar eller ”Greys/Zetas”, och att de har kommit till Jorden för att studera människan, utföra genetiska experiment och hjälpa människor, såsom att undervisa oss så att vi blir mer medvetna och visare. Många hävdar också att de är ansvariga för djurdöd.
Teorin började då Betty och Barney Hill hävdade att de blivit bortförda av dessa utomjordingar under 1961. Några år senare, under hypnos, ritade Betty Hill en stjärnkarta där hon markerade varifrån utomjordingarna kom. Ufologen Marjorie Fish påstod att kartan visade sig likna Zeta Reticuli, men skeptiker säger att kartan är alldeles för vag för att likna något solsystem alls. 
Bob Lazar, i en intervju med George Knapp, påstod att han jobbade på Area 51 (eller rättare sagt på basen S-4 som ligger i närheten) där han påträffade ett utomjordiskt rymdskepp. Lazar hävdade ytterligare att skeppet kunde ha kommit från Zeta Reticulis närhet. Bob Lazar är en väldigt kontroversiell figur och många anser att det han säger är en lögn. Bob Lazar påstod redan på 90-talet att ett ämne, ununpentium eller element 115 existerade och användes som bränsle i dessa UFO:n. Detta förnekades på den tiden av andra seriösa forskare. 2013 upptäcktes sedan ämnet, detta har givit nytt liv till Bob Lazars historia. 

## Zeta Reticuli inom populärkultur
I de två första Alien-filmerna samt Prometheus landar man på LV426 respektive LV223, två månar som kretsar kring en gasjätte lik Saturnus i Zeta 2 Reticuli.